# Bomolocha edictalis
Bomolocha edictalis là một loài bướm đêm trong họ Noctuidae.